# 神保雅一
神保 雅一（じんぼう まさかず、1951年 - ）は、日本の数学者。理学博士。滋賀大学データサイエンス・AIイノベーションセンター 特別招聘教授、統計数理研究所大学統計教員育成センター 特任教授。元名古屋大学大学院情報科学研究科計算機数理科学専攻 教授。Graphs and Combinatorics, Editor。
専門は離散数学、計算機科学、統計学、暗号理論、応用数学。

## 略歴・人物
1974年、東京工業大学理学部情報科学科卒業。1976年、東京工業大学大学院理工学研究科情報科学専攻修了。同年、東京理科大学理工学部情報科学科助手。1986年、東京工業大学より博士号（理学博士）を取得。
1987年、筑波大学社会工学系講師。1989年より、岐阜大学工学部電子情報工学科助教授及び教授を経て、1997年、慶應義塾大学理工学部数理科学科教授。2004年、名古屋大学大学院情報科学研究科教授。2015年、中部大学現代教育学部教授。2022年、滋賀大学, データサイエンス・AIイノベーション研究推進センター, 特別招聘教授
日本数学会、アメリカ数学会、日本統計学会、日本応用数理学会、情報処理学会、国際数学者会議(ICM)、JCMCC、日本オペレーションズ・リサーチ学会所属。

## 参考資料
- 公式ページ [リンク切れ]
- 名古屋大学情報科学研究科教員一覧

1. ↑  “神保 雅一 (Masakazu Jimbo) - マイポータル - researchmap”. researchmap.jp. 2025年1月4日閲覧。
2. ↑  滋賀大学 (2022年4月1日). “神保 雅一特別招聘教授が着任しました | お知らせ | お知らせ”. 滋賀大学 データサイエンス学部 / 研究科. 2025年1月8日閲覧。